# Comuna Șekerînți, Izeaslav
Șekerînți (în ucraineană Шекеринці) este o comună în raionul Izeaslav, regiunea Hmelnîțkîi, Ucraina, formată din satele Nova Hutîska, Șekerînți (reședința) și Stara Hutîska.

## Demografie
Componența lingvistică a comunei Șekerînți
     Ucraineană (99,17%)
     Alte limbi (0,83%)
Conform recensământului din 2001, majoritatea populației comunei Șekerînți era vorbitoare de ucraineană (99,17%), existând în minoritate și vorbitori de alte limbi.